# Tsilínne (Crimea)
|  | Per a altres significats, vegeu «Tselínnoie». |

Tsilínne (en (ucraïnès): Цілинне, en rus Целинное) és un poble de la República Autònoma de Crimea a Ucraïna, que el 2014 tenia 900 habitants. Pertany al districte rural de Djankoi.